# Darko Glišić
Darko Glišić (cyr. Дарко Глишић; ur. 28 maja 1973 w Ubie) – serbski polityk, inżynier i samorządowiec, parlamentarzysta, burmistrz gminy Ub, od 2024 minister inwestycji publicznych.

## Życiorys
Z wykształcenia inżynier geodezji, studia ukończył na uczelni Viša građevinsko-geodetska škola w Belgradzie. Działał w Serbskiej Partii Radykalnej, od 2000 przewodniczył jej strukturom w okręgu kolubarskim. W 2003 i 2007 uzyskiwał mandat posła do Zgromadzenia Narodowego, który wykonywał do 2008. W latach 2005–2006 był przewodniczącym zgromadzenia gminy Ub. W 2008 przeszedł do Serbskiej Partii Postępowej. Obejmował funkcje przewodniczącego SNS w okręgu oraz wiceprzewodniczącego komitetu wykonawczego partii, w 2016 objął funkcję przewodniczącego tego gremium. Od 2012 sprawował urząd burmistrza gminy Ub.
W maju 2024 powołany na stanowisko ministra inwestycji publicznych w rządzie Miloša Vučevicia. Utrzymał tę funkcję także w utworzonym w kwietniu 2025 gabinecie Đura Macuta.